# Sam Hilliard
Samuel Beauman Hilliard (Mansfield, Texas, 21 de febrero de 1994), más conocido como Sam Hilliard, es un jugador profesional estadounidense de béisbol que se desempeña en la posición de jardinero izquierdo en Colorado Rockies, equipo de las Grandes Ligas de Béisbol (MLB).

## Carrera
Hilliard hizo su debut en la MLB con el equipo Colorado Rockies, en el cual jugó cuatro temporadas (2019-2022), después pasó a Atlanta Braves (2023), posteriormente regresó a Colorado Rockies, donde lleva jugando una temporada.